# Lista över Luxemburgs regenter
Storhertigdömet Luxemburg är en konstitutionell monarki där en storhertig (franska: Grand-duc; tyska: Großherzog) eller regerande storhertiginna (franska: Grande-duchesse; tyska: Großherzogin) är landets statschef.
Storhertigen utser vem som blir Luxemburgs premiärminister beroende på valresultaten i Luxemburgs deputeradekammare. Storhertigen har juridisk immunitet och delar den verkställande makten med regeringen, men alla storhertigens statshandlingar erfordrar regeringens samtycke och regeringen är ansvarig för desamma.
Henri är Luxemburgs storhertig sedan 7 oktober 2000 då hans far och företrädare Jean frivilligt abdikerade. 

## Historisk bakgrund
Storhertigdömet tillkom efter Wienkongressen 1815 som en stat inom Tyska förbundet, men i personalunion med Kungariket Förenade Nederländerna. Detta var som kompensation för att flera av Huset Nassau-Oraniens förläningar i Tyskland tillföll Kungariket Preussen.  
Storhertigdömet Luxemburg har varit erkänt som en suverän stat sedan fördraget i London 1839.
Luxemburg var i personalunion med Kungariket Nederländerna från 1839 fram till 1890, men på grund av att Luxemburgs dåvarande tronföljd tillämpade den saliska lagen, med enbart agnatiskt tronföljd, kunde Wilhelmina av Nederländerna inte bli Luxemburgs statschef. En annan sidogren av Huset Nassau (Nassau-Weilburg) ärvde därför den luxemburgska tronen.
Regerande storhertiginnan Charlotte gifte sig med Felix av Bourbon-Parma som tillhörde den detroniserade sidogren av huset Bourbon som fram till Italiens enande styrde över hertigdömet Parma. Charlottes efterträdare tillhör därför huset Bourbon-Parma.

## Lista över Luxemburgs storhertigar sedan 1815

### Personalunionmed Nederländerna (1815–1890)
- 1. Vilhelm I 1815–1840
- 2. Vilhelm II 1840–1849
- 3. Vilhelm III 1849–1890

### Egna storhertigar och storhertiginnor (1890-idag)
- 4. Adolf 1890–1905
- 5. Wilhelm IV 1905–1912
- 6. Marie-Adélaïde 1912–1919 (tvingades abdikera)
- 7. Charlotte 1919–1964 (abdikerade frvilligt)
- 8. Jean 1964–2000 (abdikerade frivilligt)
- 9. Henri 2000-sittande

## Residens

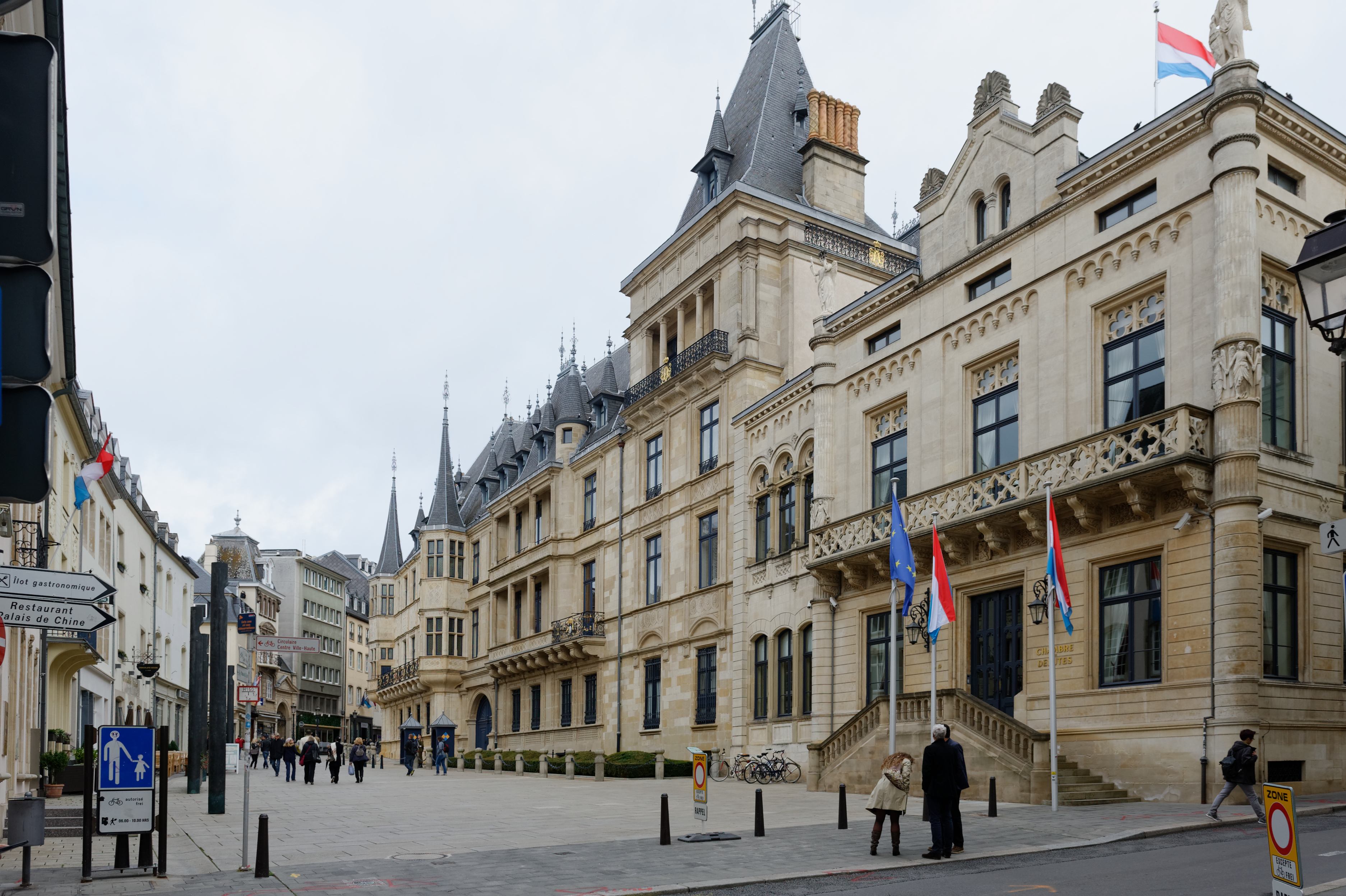
Storhertigpalatset i Luxemburg.
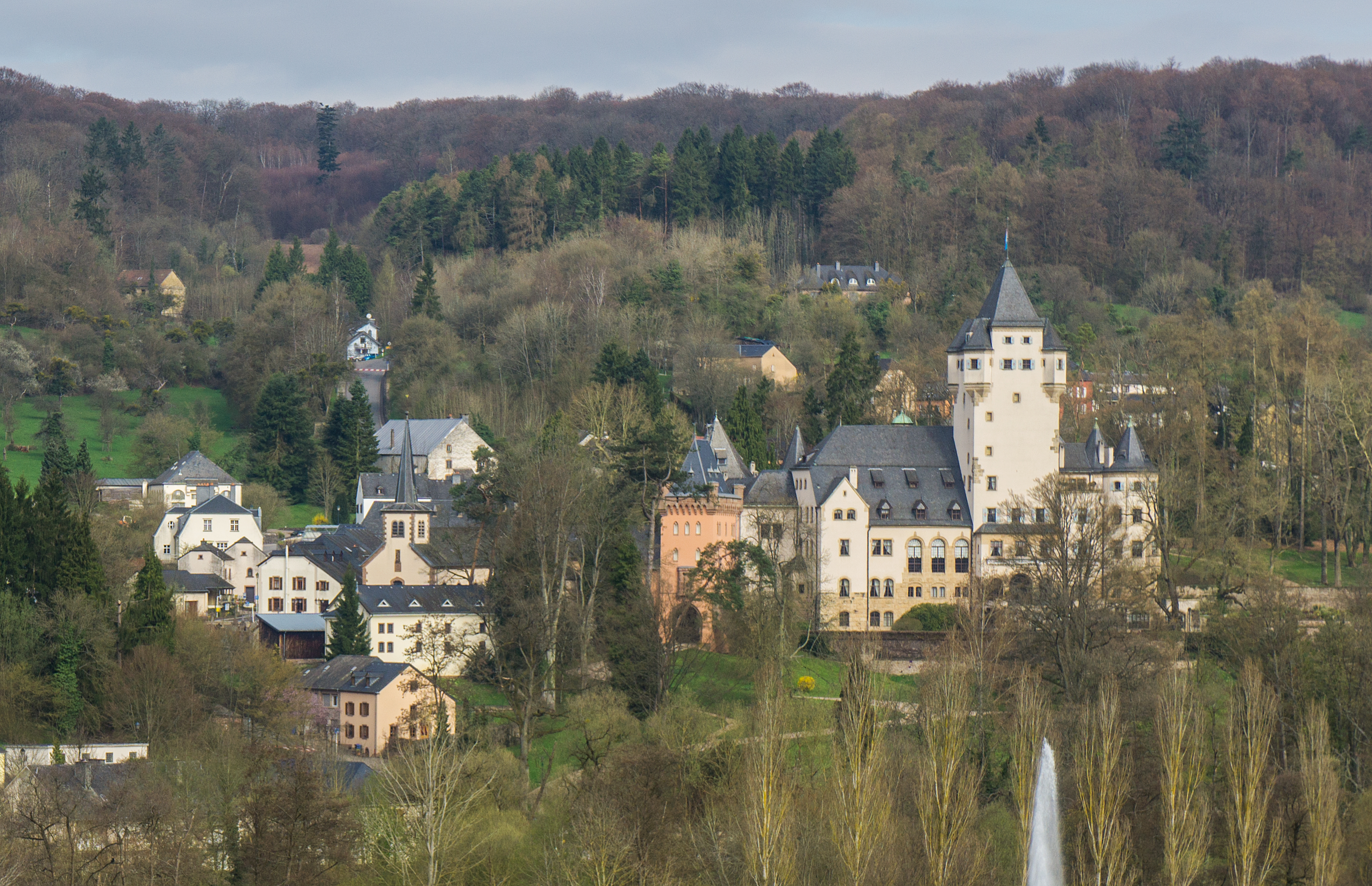
Slottet Berg i Colmar-Berg.